# Medwayella phangi
Medwayella phangi är en loppart som beskrevs av Hamilton Paul Traub 1972. Medwayella phangi ingår i släktet Medwayella och familjen Stivaliidae.

## Underarter
Arten delas in i följande underarter:
- M. p. phangi
- M. p. tana